# Fabrizio Gollin
Fabrizio Gollin (ur. 28 marca 1975 w Camposampiero) – włoski kierowca wyścigowy.

## Kariera
Gollin rozpoczął karierę w wyścigach samochodowych w 1994 roku od startów we Włoskiej Formule 3. Z dorobkiem dziewięciu punktów uplasował się tam na 21 pozycji w klasyfikacji generalnej. Rok później w tej samej serii był szesnasty. W późniejszych latach pojawiał się także w stawce Brytyjskiej Formuły 2, Formuły 3000, Włoskiej Formuły 3000, FIA GT Championship, Mil Milhas Brasileiras, 24-godzinnego wyścigu Le Mans, American Le Mans Series, Le Mans Series, Le Mans Endurance Series, Grand American Rolex Series, Grand-Am Rolex Sports Car Series.
W Formule 3000 Włoch startował w latach 1996-2001. W pierwszym sezonie startów uzbierane dwa punkty dały mu trzynastą pozycję w klasyfikacji generalnej. W kolejnych trzech latach startów nigdy nie plasował się w strefie punktujących. Zwrot nastąpił w 2000 roku, kiedy to po raz pierwszy w tej serii stanął na podium. Został wówczas sklasyfikowany na dziesiątym miejscu. W ostatnim swoim sezonie w Formule 3000 Gollin zdobył jeden punkt. Dał mu on 19 pozycję w końcowej klasyfikacji kierowców.